# La Clayette
La Clayette – miejscowość i gmina we Francji, w regionie Burgundia-Franche-Comté, w departamencie Saona i Loara.
Według danych na rok 1990 gminę zamieszkiwało 2307 osób, a gęstość zaludnienia wynosiła 739 osób/km² (wśród 2044 gmin Burgundii La Clayette plasuje się na 87. miejscu pod względem liczby ludności, natomiast pod względem powierzchni na miejscu 1328.).

## Współpraca
- Göllheim, Niemcy
- Marano Equo, Włochy